# Kálmán Kalocsay

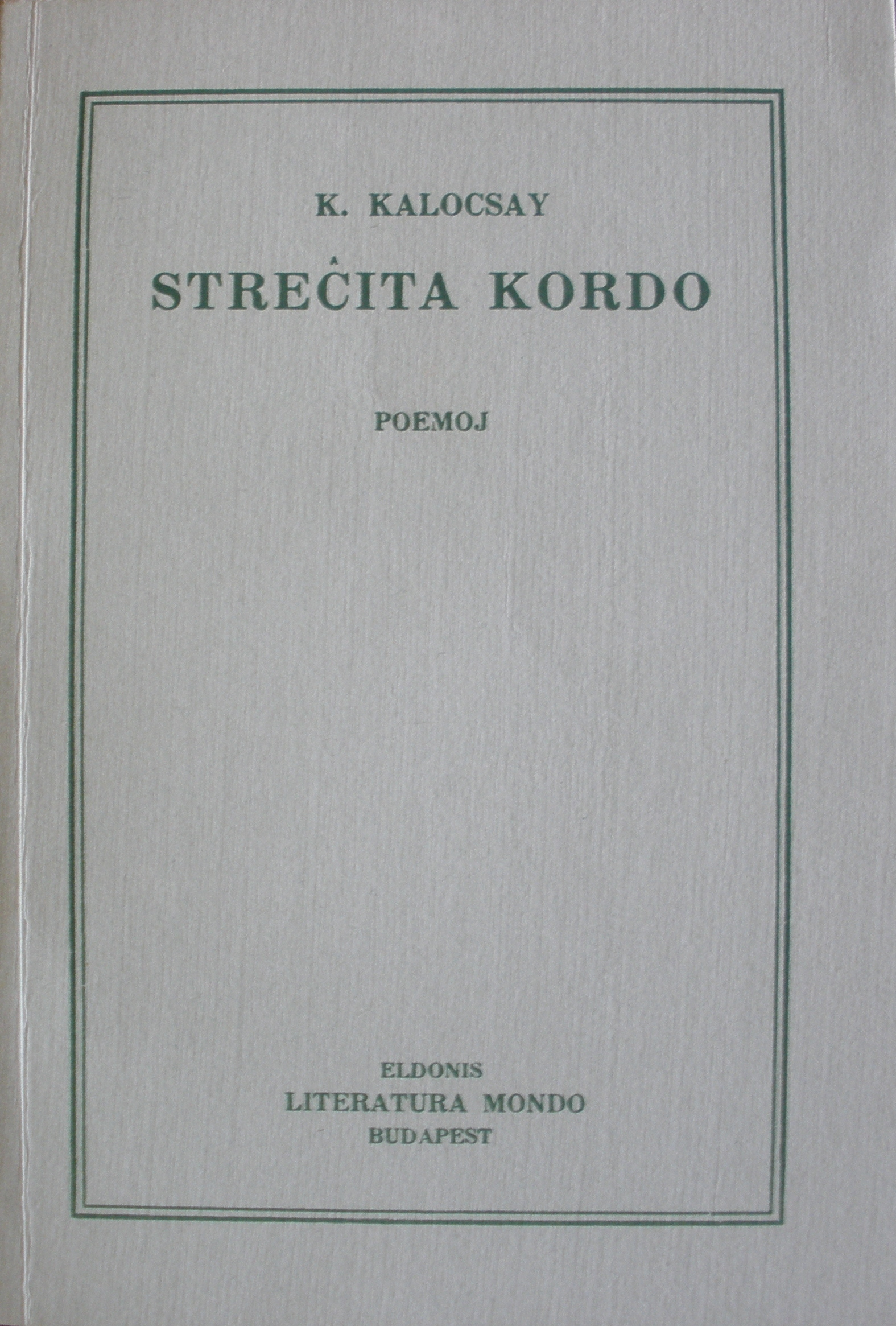
Portada de Streĉita Kordo (Corda tensada), obra cabdal de Kálmán Kalocsay. Reedició facsímil de 1978.

Kálmán Kalocsay (Abaújszántó, 6 d'octubre de 1891 - 27 de febrer de 1976) va ser un poeta, traductor i redactor hongarès en esperanto. Amb la seva obra va influir notablement en l'evolució de la literatura en esperanto i en el mateix idioma. Va fer servir els pseudònims C. E. R. Bumy, Kopar, -y, Alex Kay, K. Stelov, Malice Pik i Peter Peneter.

## Biografia
Kalocsay va estudiar medicina i posteriorment es va convertir en l'infectòleg principal d'un important hospital de Budapest. El 1921 es va publicar el seu primer volum original de poesia, Mondo kaj Koro. Va passar una dècada fins que va aparèixer el recull Streĉita Kordo, considerat un dels reculls de poesia original en esperanto més reeixits. També va aparèixer Rimportretoj.
Molts pensen que va ser també l'autor de Sekretaj Sonetoj, sonets eròtics publicats amb el pseudònim Peter Peneter.
Kalocsay va liderar el món literari en esperanto mitjançant la revista i l'editorial Literatura Mondo. El grup d'escriptors que es va formar al voltant de la revista durant els anys vint i trenta es va anomenar Escola de Budapest.
Les obres de Kalocsay sobre literatura i teoria lingüística inclouen l'extensa obra Plena Gramatiko de Esperanto i Parnasa Gvidlibro, elaborats juntament amb Gaston Waringhien, i el llibre d'estil Lingvo Stilo Formo.
Va ser coautor del segon volum de l'Enciklopedio de Esperanto.

### Poemes originals
- Dek elektitaj poemoj (de Streĉita Kordo), 1976
- Dissemitaj floroj, 2005
- Izolo, 1977
- La dekdu noktoj de Satano, 1990
- La kremo de Kalocsay, 1971
- Libro de amo (amb el pseudònim Peter Peneter), 1969
- Mondo kaj Koro, 1921, 1981
- Postrikolto, 2004
- Rimportretoj, 1934
- Sekretaj Sonetoj, 1932, 1989
- Streĉita Kordo, 1931, 1978
- Versojn oni ne aĉetas, 1992

### Antologies
- Dekdu Poetoj, (1934)
- Naŭ poetoj, (1938, reedició 1989)

### Relat
- Mia penso  Arxivat 2015-07-10 a Wayback Machine., aparegut a Norda Prismo, 1957/4 p. 182-185. (amb el mateix títol que el poema Mia penso, de L. L. Zamenhof)

### Obres traduïdes
- Al la espero (cançó de Mihály Vörösmarty)
- Arthistorio (de Hekler), prosa, 1934
- Du kokcineloj (de Géza Gárdonyi), prosa, 1923
- Eterna Bukedo (antologia poètica de 22 llengües), 1931
- Ezopa saĝo (recreació de faules d'Esop), 1956, 1978
- Fabelarbo (poemes infantils de Zsigmond Móricz), 2003
- Hungara Antologio, 1933, 1983
- Infero (de Dant), 1933, 1979
- Johano la Brava (de Petőfi), 1923, 1948, 1984, 2001
- Kantanta kamparo (cançons populars), 1922
- Kantoj kaj Romancoj (de Heine), amb Waringhien, 1969
- La Floroj de l' Malbono (de Baudelaire) (traducció col·lectiva), 1957
- La paĝio de l'reĝino (obra teatral de Jenő Heltai-Emil Makai), 1922
- La Tempesto (de Shakespeare), 1970
- La Taglibro (de Goethe), 1984
- La Tragedio de l'Homo (de Madách), 1924
- Libero kaj Amo (de Sándor Petőfi), 1970
- Morgaŭ matene (de Frigyes Karinthy), prosa, 1923
- Ni kantu! 1928
- Reĝo Lear (de Shakespeare), 1966
- Romaj Elegioj, La Taglibro (de Goethe), 1932
- Rozinjo (de Török), 1938
- Somermeznokta sonĝo (de Shakespeare)
- Tutmonda Sonoro (antologia poètica de 30 llengües), 1981
- Vivo de Arnaldo (de Mussolini), prosa, 1934

### Llengua, prosa i miscel·lània
- 8000 frazeologiaj esprimoj (amb Ada Csiszár), 2003
- Arĝenta Duopo (amb Julio Baghy), 1937
- Dek prelegoj 1985
- Diino Hertha 1992
- Domfabriko: 6000 frazeologiaj esprimoj hungaraj-Esperantaj (amb Ada Csiszár, 1975)
- Eszperantó nyelvtan (en hongarès), 1948
- Kiel verki kaj traduki 1979
- La gramatika karaktero de esperantaj radikoj, 1938
- Lingvo Stilo Formo 1931
- Ora Duopo (amb Julio Baghy), 1966
- Parnasa Gvidlibro (amb Waringhien), 1932
- Plena Analiza Gramatiko (amb Warignhien), 1980
- Plena gramatiko 1935
- Rendszeres eszperantó nyelvan (en hongarès) 1966
- Sendemandaj respondoj 1992
- Vojaĝo inter la tempoj, 1966